# 達觀澤蟹
達觀澤蟹（Geothelphusa takuan）是十足目溪蟹科澤蟹屬的一種淡水蟹，目前僅知分布於台灣。

## 異名
- Geothelphusa hirsuta Tan & Liu, 1998[2]

## 物種描述
頭胸甲呈紅棕色，寬大於長，具凹點，前緣略為分為兩葉。胃甲（Gastric region）光滑，前側緣粗糙。前側嵴（Anterolateral crista）明顯解具有細小顆粒。近端節外側緣通常有明顯齒刻。螯足呈紅棕色，雄蟹雙側螯足不等大。步足細長，呈青綠色至棕色，長度可達頭胸甲長度兩倍。
本物種在形態上與北山澤蟹（Geothelphusa boreas）、棲蘭澤蟹（Geothelphusa cilan）和大里澤蟹（Geothelphusa tali）最類似，且在分布上彼此毗鄰。鑑別這些物種的方式須檢視第一生殖足（G1）。大里澤蟹的近端節（subterminal segment）較直，棲蘭澤蟹、達觀澤蟹、北山澤蟹則向內彎曲。達觀澤蟹的近端節外側緣通常有明顯齒刻及結節，北山澤蟹則通常無齒刻存在，而棲蘭澤蟹結節則較小。

## 分布與生態
本物種屬於陸封性淡水蟹。目前主要分布於北台灣，主要分布於桃園拉拉山附近，與宜蘭澤蟹（Geothelphusa ilan）呈現共域分布。

## 分子生物學
台灣的澤蟹屬在系統分類學上可以大致東、西及高山三個譜系。本物種與高山澤蟹（Geothelphusa monticola）、寬甲澤蟹（Geothelphusa eurysoma）、細足澤蟹（Geothelphusa gracilipes）、棲蘭澤蟹（Geothelphusa cilan）、海端澤蟹（Geothelphusa haituan）、北山澤蟹（Geothelphusa boreas）共屬高山澤蟹群系。

## 命名
種小名「takuan」源自於該物種採集地拉拉山的別名「達觀山」。

## 發現過程
1994年，臺灣海洋大學施志昀與游祥平，以及新加坡大學黃麒麟共同發表了此一物種。